# Pedro Ignacio Muiba
Pedro Ignacio Muiba y Petrona Teco (Santísima Trinidad, Imperio español, 13 de junio de 1784-1811) fue un cacique de la etnia mojos que, el 9 de noviembre de 1810, lideró un levantamiento contra el rey y el dominio español, en los pueblos de Trinidad y Loreto del gobierno o provincia de Moxos, actual departamento de Beni, Bolivia.
El levantamiento tuvo como consecuencia la huida del gobernador de la región Pedro Pablo de Urquijo, que cuatro meses más tarde consiguió retomar el control de la zona y con la orden de captura de Pedro Ignacio Muiba.

## Biografía
Fue criado en la religión católica y fue instruido por los jesuitas. Fue intérprete o lenguaraz, posición que pudo haberle permitido establecer liderazgo entre los indígenas de la región, ya que en ella se hablaban seis idiomas: movima, canichana, baure, itonama, cayubaba y mojo o trinitario.
 

Antonio Carvalho Urey en el libro denominado Pedro Ignacio Muiba, el Héroe,  señala en uno de sus capítulos:
“El día 9 de noviembre de 1810 se tumultuaron contra el cacique Juan Maraza, acusándolo de traición, los indios trinitarios, Maraza logra escapar. Urquijo (gobernador) permanece refugiado en la Casa Real”.

“El 10, la insurrección es abierta contra el régimen y se pretende ahorcar al gobernador, que se refugia en la iglesia. El caudillo es Pedro Ignacio Muiba, que ese día convoca al cacique a Loreto”. “El 11, a horas 9, llega el cacique a Loreto, José Bopi, con 200 hombres armados, de a pie y a caballo, para reforzar la rebelión. El día 12, vuelve Maraza con refuerzos y la gente del cacique de San Javier, Tomás Noe y aprovechando de la lluvia, en horas de la noche, sorprende a los revolucionarios y logran fugar con Urquijo y sus acompañantes.”
En otro párrafo, acerca del 10 de noviembre, cita que “cartas venidas desde la Audiencia de Charcas de los revolucionarios le hicieron saber (a Muiba) del pronunciamiento del 25 de mayo de 1809, y cuando los gobernadores de Moxos recrudecían su despotismo y feroz tiranía contra los nativos, expoliándolos en todo sentido, es cuando a Pedro Ignacio Muiba se le presenta la oportunidad de rebelarse y en la plaza pública de la Segunda Misión Jesuítica, Trinidad, expresa públicamente: “¡El Rey de España ha muerto! Nosotros seremos libres por nuestro propio mandato. Las tierras son nuestras por mandato de nuestros antepasados, a quienes los españoles se las quitaron.

## Homenajes

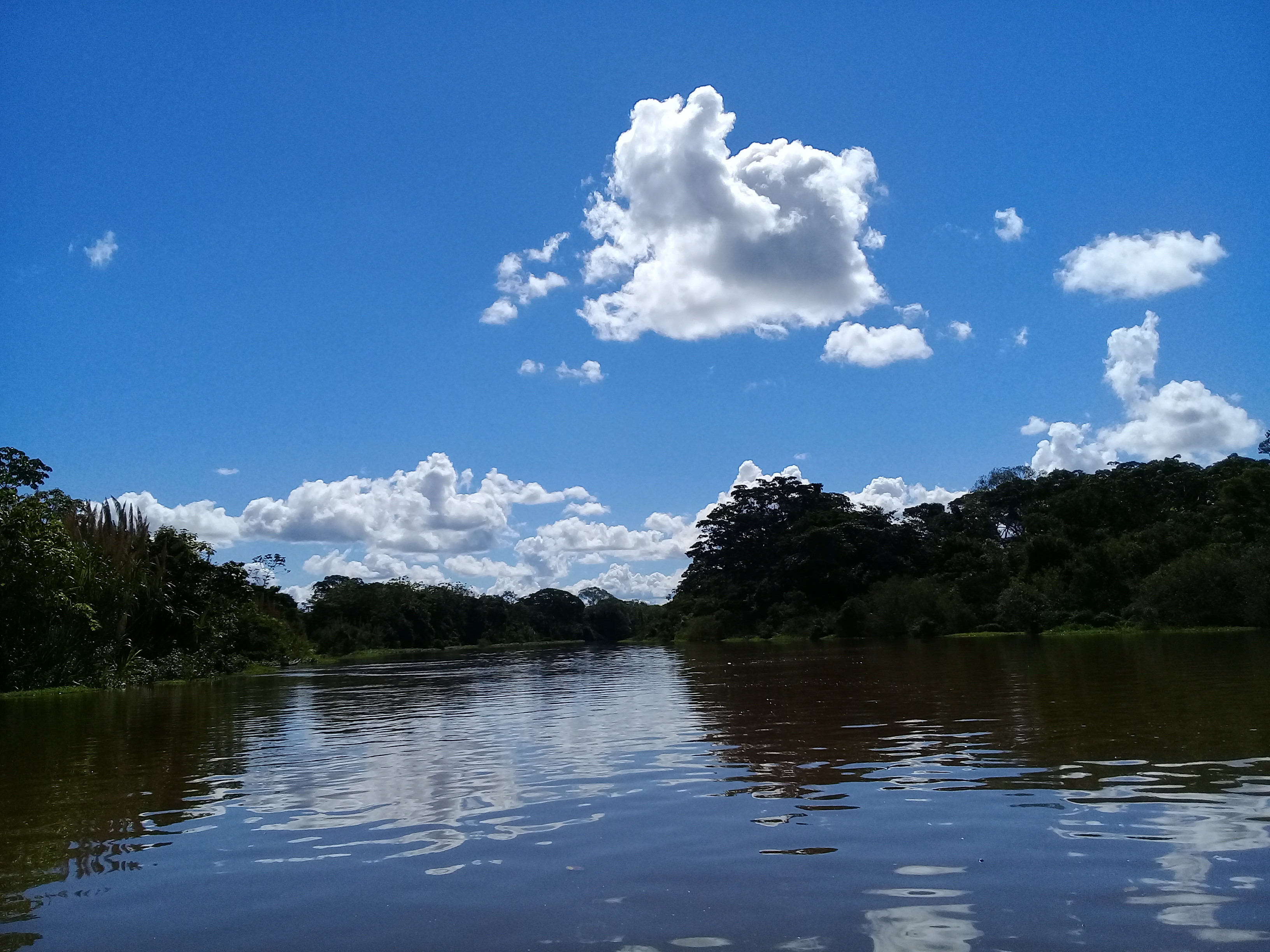
Vista panorámica del Parque Regional Pedro Ignacio Muiba.

Su figura aparece en los billetes de boliviano de 20, emitidos a partir del 2018, durante la presidencia de Evo Morales.
En 1991 se creó la reserva natural de fauna silvestre departamental denominada: Parque Regional Pedro Ignacio Muiba.